# Žamet
Žamet je vrsta tkanine s ščetkasto oziroma puhasto površino. Niti, ki štrlijo iz tkanine, so dolge do 1 mm. Tkejo dve plasti žameta hkrati. Osnovne niti so ločene, peta nit pa združuje obe plasti tkanin. Izdelovanje končajo tako, da prerežejo povezovalne niti. Končki te niti tvorijo puh. Zaradi pravokotnih štrlečih niti se barva tkanine spreminja glede na kot, pod katerim tkanino opazujemo.
Žamet izdelujejo iz različnih vlaken, najbolj cenjen je žamet s svilenimi ščetinami. Mehkost in dlakavost žameta je prislovična, na primer žametna vrtnica in žametna revolucija. Tkanina z daljšimi zunanjimi nitmi je pliš.
Žamet je bil do izuma sodobnih tkalnih strojev drag. Uporabljali so ga za prestižna oblačila. Uporablja se tudi za tapeciranje. 